# 博羅維奇
58°24′N 33°55′E / 58.400°N 33.917°E
博羅維奇，是俄羅斯諾夫哥羅德州的一個城市，位於該州的東部，臨姆斯塔河。2002年人口57,755人，是該州第二大城市。
1495年首見於文獻。1770年設市。

## 姐妹城市
- 美国賓漢頓